# El Trigo
El Trigo är en ort i Mexiko.   Den ligger i kommunen Badiraguato och delstaten Sinaloa, i den västra delen av landet, 1 100 km nordväst om huvudstaden Mexico City. El Trigo ligger 1 502 meter över havet och antalet invånare är 113.
Terrängen runt El Trigo är bergig. Runt El Trigo är det mycket glesbefolkat, med 6 invånare per kvadratkilometer. Närmaste större samhälle är San Javier de Abajo, 13,8 km söder om El Trigo. I omgivningarna runt El Trigo växer huvudsakligen savannskog.